# Demo 02
DEMO_02 es el quinto mini-álbum del grupo surcoreano Pentagon. Fue lanzado el 22 de noviembre de 2017 por Cube Entertainment. El tema principal del álbum es «RUNAWAY».

## Antecedentes
Dos meses antes, el grupo había publicado su cuarto miniálbum, DEMO_01, junto con el MV de su sencillo promocional «Like This». Éste había sido su primer miniálbum auto-producido.

## Historia y lanzamiento
El 9 de noviembre, Pentagon anunció que estarían regresando nuevamente el 22 de noviembre, dos meses después de DEMO_01, con su quinto miniálbum, titulado DEMO_02. Esta sería la segunda parte de la serie de miniálbumes auto-producidos del grupo. El anuncio además estaba acompañado de una foto teaser en la que se mostraba a los miembros arriba de un vagón.
El 13 de noviembre, el grupo reveló una serie de imágenes teaser tanto individuales como una grupal, en donde se mostraba a los miembros en un vagón abandonado. El 14 de noviembre, el grupo reveló otra serie de imágenes teaser tanto individuales como grupales, esta vez mostrando a los miembros en una playa. Ese mismo día lanzaron además, un sencillo de prelanzamiento, titulado «Stay», en el cual solo cantaban los vocalistas del grupo.
El 16 de noviembre, el grupo reveló el tracklist del miniálbum, en el cual se reveló que el tema principal de DEMO_02 sería «RUNAWAY», el cual estaba compuesto por Hui y el productor Flow Blow. Nuevamente, los integrantes del grupo participaron en la composición y escritura de letras del miniálbum.
El 20 de noviembre, el grupo reveló un audio adelanto, en donde se mostraba un fragmento de todas las canciones del miniálbum.
El 21 de noviembre, Pentagon reveló el primer video teaser para el MV de «RUNAWAY», en donde se mostraba a los miembros en distintas partes de una ciudad, con un concepto rebelde de chicos malos. El 22 de noviembre, horas antes del lanzamiento del miniálbum, el grupo reveló un segundo video teaser para el MV de «RUNAWAY», en donde los miembros aparecían bailando una parte de la coreografía de la canción.
El 22 de noviembre, lanzaron finalmente el miniálbum junto con el MV de «RUNAWAY». Ese mismo día hicieron además su presentación de regreso en un programa de música, en Show Champion de MBC Music, donde presentaron «RUNAWAY».
El 23 de noviembre, lanzaron un MV especial para una de las canciones del miniálbum, «VIOLET».
El grupo promocionó el miniálbum durante un mes, terminando su período de promociones con su última presentación de «RUNAWAY», el 23 de diciembre en Show! Music Core de MBC TV.

## Fondo
El miniálbum consiste en 5 pistas:
- «VIOLET». Canción compuesta por Kino, con letras de Kino, E'Dawn, Yuto y Wooseok. La canción trata sobre un hombre que recuerda el momento en que conoció a una chica con quien ya no está, diciendo que recordaba el color que ella tenía en ese momento (violeta) y deseando volver atrás hacia el momento en el que la conoció.
- «RUNAWAY». Es la canción principal y promocional del miniálbum. Es una canción que motiva a la juventud a luchar por sus sueños y por su futuro, sin importar lo difícil que sea el camino, acompañando con poderosos sonidos y una fuerte vibra. Está compuesta por Hui y el productor Flow Blow, con letras de Hui, E'Dawn, Yuto y Wooseok. La coreografía de la canción está creada por Kino.
- «All Right». Canción co-compuesta por Jinho, con letras de Jinho, E'Dawn, Yuto y Wooseok. Es una canción que habla sobre olvidar por una noche las responsabilidades, el trabajo y las preocupaciones, y disfrutar de la música.
- «Pretty Boys». Canción interpretada solamente por los raperos del grupo, quienes fueron también los que compusieron y escribieron la canción. En la canción, los raperos se autodenominan "chicos bonitos" y presumen sobre ellos. Es una canción con mucho swag, del género hip hop.
- «Stay». Canción interpretada solamente por los vocalistas del grupo. La canción es una balada compuesta y escrita por Hui. Fue lanzada como un sencillo de prelanzamiento, el 14 de noviembre.

## Vídeos musicales
El video musical para «RUNAWAY» fue lanzado el 22 de noviembre. En el video, se muestra a los miembros representando escenas dramáticas de la juventud, se muestran mensajes de aliento y motivación, mensajes de amor hacia sus fanes, algunos videoclips del MV anterior, y a los miembros bailando la coreografía de la canción en distintos lugares.
El video musical para «VIOLET» fue lanzado el 23 de noviembre.

## Canciones
| N.º   | Título                       | Letras                       | Música                | Duración |  |
| 1.    | «VIOLET»                     | Kino, E'Dawn, Yuto, Wooseok  | Kino, NATHAN          | 03:56    |  |
| 2.    | «RUNAWAY»                    | Hui, E'Dawn, Yuto, Wooseok   | Flow Blow, Hui        | 03:28    |  |
| 3.    | «All Right»                  | Jinho, E'Dawn, Yuto, Wooseok | Jinho                 | 03:13    |  |
| 4.    | «Pretty Boys»                | E'Dawn, Wooseok, Yuto        | E'Dawn, Wooseok, Yuto | 03:43    |  |
| 5.    | «Stay» (머물러줘: Gyeoteseo) | Hui                          | Hui                   | 04:06    |  |
| 18:22 |                              |                              |                       |          |  |

## Posicionamiento en las listas

### Álbum charts
| Lista (2017)                     | Posición | Ref.   |
| -------------------------------- | -------- | ------ |
| Corea del Sur (Gaon Album Chart) | 8        | [ 16 ] |

| Lista (2017)                     | Posición | Ref.   |
| -------------------------------- | -------- | ------ |
| Corea del Sur (Gaon Album Chart) | 24       | [ 17 ] |